# Bulbophyllum saurocephalum
Bulbophyllum saurocephalum là một loài phong lan thuộc chi Bulbophyllum.